# Букреєво Плесо
Букреєво Плесо (рос. Букреево Плесо) — присілок у Кочковському районі Новосибірської області Російської Федерації.
Входить до складу муніципального утворення Черновська сільрада. Населення становить 601 особа (2010).

## Історія
Згідно із законом від 2 червня 2004 року органом місцевого самоврядування є Черновська сільрада.

## Населення
| 2002 | 2007 | 2010 |
| ---- | ---- | ---- |
| 655  | ↗657 | ↘601 |